# 튀르키예군
튀르키예군(튀르키예어: Türk Silahlı Kuvvetleri, TSK; 영어: Turkish Armed Forces)은 튀르키예 공화국의 군대를 의미한다. 병력 수는 약 65만명으로 병력 규모에 관해서는 8위에 해당한다. 지휘권은 평시에는 대통령에 속하고, 전시에는 참모총장(Genelkurmay Başkanı)에 속하는 헌법에 의해 규정되어 있다. 독자적인 핵 전력은 보유하고 있지 않지만 미국과 뉴클리어 공유를 하고 있기 때문에 핵 억지력을 가능하게 하고 있다. 국부 아타튀르크부터 국시(國是)인 세속주의 원칙 등의 체제의 수호자를 임명하며, 1960년과 1980년 두 차례의 군사 쿠데타를 일으키는 등 정치색이 강한 군대로 알려져 있으며, 현재도 높은 정치적 힘을 가진다.

## 징병 제도
튀르키예는 양심적 병역 거부 조차 인정하지 않는 완전한 남성 개병제를 채택하고 있어, 장애 등의 사유가 없는 한, 남성은 12개월의 병역이 부과되며, 각각 육군 · 해군 · 공군 · 해안 경비대에 배속된다. 길가에서 때때로 군 신분 검사가 있으며, 병역을 도피하려는 사람이 있으면, 즉시 그대로 강제 연행된다. 17세부터 39세까지의 남성 중 신분증 소지자를 대상으로 진행되지만, 고등학생은 면제된다. 또한 잔다르마는 징병제를 취하고 있지 않다. 일반적으로 20세부터 병역에 따라 최하급 병사로 훈련과 임무에 종사하게 된다. 또한 대학교를 졸업한 사람은 졸병이 아니라 학년제에 따라 예비 부사관이나 예비 장교로서 훈련을 받는다.
병역 기간 동안의 급여는 매우 저렴하고 군종 · 병과 · 근무지 등에 따라 다르지만, 2004년 기준으로 대략 2,000만 튀르키예 리라 정도이다.

## 편성
튀르키예군은 합동 참모본부를 정점으로 육군 · 해군 · 공군으로 구성되어 있다. 또한 전시에서는 내무부 소속의 잔다르마 · 해안 경비대가 각각 육군 · 해군의 지휘하에 들어가게 되어 있다.

## 같이 보기
- 병력에 따른 나라 목록